# 배한철
배한철(裵漢喆, 1949년 1월 10일 ~ )은 대한민국의 제9·10·11대 경상북도의원이고, 제4·5·6대 경상북도 경산시의원이다.

## 학력
- 부림국민학교 졸업
- 진량중학교 졸업
- 대구중앙상업고등학교 졸업
- 경동정보대학 사회복지 전문학사

## 경력
- 진량중학교 운영위원장
- 경산군 농업협동조합 근무
- 경산시 축산업협동조합 이사
- 경산시 체육회 감사
- 경산시 체육회 이사
- 월성원자력발전소 캐나다 원자력공사
- 경상북도 시·군의회 의장협의회 부의장
- 2002.07 ~ 2006.06 제4대 경상북도 경산시의회 의원
  - 2002.07 ~ 2004.07 제4대 경상북도 경산시의회 전반기 산업경제건설도시위원회 위원
  - 2002.07 ~ 2004.07 제4대 경상북도 경산시의회 전반기 예산결산특별위원회 위원
  - 2004.06 ~ 2004.06 제4대 경상북도 경산시의회 경산경마장유치 및 대구지하철연장등을위한추진지원특별위원회 위원
  - 2004.07 ~ 2006.06 제4대 경상북도 경산시의회 후반기 운영위원회 위원
  - 2004.07 ~ 2006.06 제4대 경상북도 경산시의회 후반기 산업경제건설도시위원회 위원
- 2006.07 ~ 2010.06 제5대 경상북도 경산시의회 의원
  - 2006.07 ~ 2008.07 제5대 경상북도 경산시의회 전반기 부의장
  - 2006.07 ~ 2006.11 제5대 경상북도 경산시의회 전반기 산업경제건설도시위원회 위원
  - 2006.11 ~ 2008.07 제5대 경상북도 경산시의회 전반기 산업건설위원회 위원
  - 2006.07 ~ 2008.07 제5대 경상북도 경산시의회 전반기 예산결산특별위원회 위원
  - 2008.07 ~ 2010.06 제5대 경상북도 경산시의회 후반기 의장
- 2010.07 ~ 2013.04 제6대 경상북도 경산시의회 의원
  - 2010.07 ~ 2012.07 제6대 경상북도 경산시의회 전반기 산업건설위원회 위원
  - 2010.07 ~ 2012.07 제6대 경상북도 경산시의회 전반기 예산결산특별위원회 위원장
  - 2012.07 ~ 2013.04 제6대 경상북도 경산시의회 후반기 산업건설위원회 위원
- 2013.04 ~ 2014.06 제9대 경상북도의회 의원
  - 2013.04 ~ 2014.06 제9대 경상북도의회 후반기 행정보건복지위원회 위원
- 2014.07 ~ 2018.06 제10대 경상북도의회 의원
  - 2014.07 ~ 2016.07 제10대 경상북도의회 전반기 문화환경위원회 위원
  - 2014.07 ~ 2016.06 제10대 경상북도의회 전반기 윤리특별위원회 위원장
  - 2016.07 ~ 2018.06 제10대 경상북도의회 후반기 문화환경위원회 위원장
- 2018.07 ~ 2022.06 제11대 경상북도의회 의원
  - 2018.07 ~ 2020.07 제11대 경상북도의회 전반기 부의장
  - 2018.07 ~ 2020.07 제11대 경상북도의회 전반기 교육위원회 위원
  - 2020.07 ~ 2022.06 제11대 경상북도의회 후반기 교육위원회 위원
  - 제11대 경상북도의회 포스트코로나특별위원회 위원
- 2022.07 ~ 제12대 경상북도의회 의원
  - 2022.07 ~ 2024.06 제12대 경상북도의회 전반기 의장
  - 제12대 경상북도의회 후반기 건설소방위원회 위원
- 2022.07 ~ 2023.09: 제18대 대한민국시도의회의장협의회 고문
- 2·28민주운동기념사업회 고문
- 2023.09 ~ 2024.06: 제18대 대한민국시도의회의장협의회 감사

## 역대 선거 결과
|  | 56.88% |

|  | 19.01% |

|  | 18.59% |

|  | 72.18% |

|  | 57.32% |

|  | 57.00% |

|  | 70.06% |